# Germalus pacificus
Germalus pacificus är en insektsart som beskrevs av George Willis Kirkaldy 1908. Germalus pacificus ingår i släktet Germalus och familjen Geocoridae. Inga underarter finns listade i Catalogue of Life.